# Shōjo Shūmatsu Ryokō
Shōjo Shūmatsu Ryokō (少女終末旅行 (Thiếu nữ Chung mạt Lữ hành) dịch Chuyến du lịch cuối cùng của các cô gái) là một bộ truyện tranh Nhật Bản được viết và minh họa bởi mangaka, Tsukumizu.  Nó được xuất bản hàng tháng thông qua trang web truyện tranh Kurage Bunch của Shinchosha trong khoảng thời gian từ tháng 2 năm 2014 đến tháng 1 năm 2018 và đã được xuất bản thành sáu tập tankōbon.  Bản tiếng Anh của manga được cấp phép tại Bắc Mỹ bởi Yen Press. Bộ manga được chuyển thể thành một anime gồm 12 tập do White Fox sản xuất, phát sóng từ tháng 10 đến tháng 12 năm 2017.

## Nội dung
Nội dung theo chân hai cô gái, Yuuri và Chito. Họ là những con người cuối cùng của nền văn minh sau một cuộc thế chiến. Họ di chuyển trên một chiếc Kettenkrad, mỗi ngày lên đường tìm kiếm thức ăn và đồ tiếp tế, đôi khi gặp phải những người sống sót khác trong cuộc hành trình của họ.

## Nhân vật
- Chito (チト)

Lồng tiếng: Inori Minase.
Một trong hai nhân vật chính.  Biệt danh là "Chii-chan", có mái tóc đen.  Cô ấy có kiến thức rộng về máy móc và lái Kettenkrad.  Biết đọc biết viết và là một người ham đọc sách.  Cô ấy thường điềm tĩnh và sáng tạo, nhưng thỉnh thoảng có thể bị Yuuri chọc giận.
- Yuuri (ユーリ Yūri?)

Lồng tiếng: Yurika Kubo.
Nhân vật chính thứ hai.  Biệt danh là "Yuu", cô có mái tóc vàng và dễ gần hơn Chito.  Cô ấy không thể đọc, nhưng thành thạo súng trường và là một tay súng giỏi.  Cô ngồi ở phía sau của Kettenkrad.  Yuuri có chút sợ hãi về những điều chưa biết và khá thích phiêu lưu.  Cô ấy bị thúc đẩy bởi những ham muốn cá nhân như thường muốn ăn nhiều thức ăn hơn họ có.
- Kanazawa (カナザワ)

Lồng tiếng: Akira Ishida
Một du khách Chito và Yuuri gặp trong khi cố gắng tìm đường đến tầng trên của thành phố. Anh là một người vẽ bản đồ và muốn lập bản đồ toàn thành phố ở nơi cao hơn.  Anh tặng máy ảnh của mình cho Yuuri và Chito lúc anh tạm biệt họ để tiếp tục dự án lập bản đồ của mình.
- Ishii (イシイ)

Lồng tiếng: Kotono Musuishibi
Một nhà khoa học sống trong một căn cứ không quân bỏ hoang đang chế tạo một chiếc máy bay dựa trên những ghi chép cũ để cô có thể bay đến một thành phố khác.  Cô ấy giúp sửa chữa Kettenkrad của Chito và Yuuri và nhờ trợ giúp của họ để hoàn thành chiếc máy bay.  Cô đưa khoai tây cho Yuuri và Chito và nói với họ nơi mà họ cần nếu muốn tìm thêm khoai tây.
- Nuko (ヌコ)

Lồng tiếng: Kana Hanazawa
Một sinh vật nhỏ bí ẩn dài và trắng, giống như một con mèo mà Chito và Yuuri nhặt được trên hành trình của họ.  Nó giao tiếp với các cô gái thông qua tín hiệu radio.  Nuko có thể thay đổi hình dạng để kích hoạt cơ chế và thích ăn đạn.  Nó sau đó được tiết lộ là một phần của một loài tiêu thụ vũ khí và nguồn năng lượng để ổn định chúng.  Sau khi được tìm ra bởi đồng loại, Nuko rời đi với họ.